# 高原兔
高原兔（學名：Lepus oiostolus），又稱灰尾兔，屬兔科兔屬的一種兔子。分佈於青藏高原（中國、印度、尼泊爾）。
體長為35-56厘米, 體重約3千克。

## 保护
本种于2023年被收录入《有重要生态、科学、社会价值的陆生野生动物名录》。